# Kollóttadyngja
Kollóttadyngja är ett berg i republiken Island. Det ligger i regionen Norðurland eystra, 280 km öster om huvudstaden Reykjavík. Toppen på Kollóttadyngja är 1 168 meter över havet, eller 458 meter över den omgivande terrängen. Bredden vid basen är 5,4 km.
Trakten runt Kollóttadyngja är nära nog obefolkad, med mindre än två invånare per kvadratkilometer. Det finns inga samhällen i närheten. Trakten runt Kollóttadyngja består i huvudsak av gräsmarker.